# Cyril Poole
‎Cyril John Poole, angleški igralec kriketa in nogometaš, * 13. marec 1921, Mansfield, Nottinghamshire, Anglija, Združeno kraljestvo, † 11. februar 1996, Balderton, Nottinghamshire.
Poole je bil kriketaš več klubov in angleške kriketaške reprezentance. Poleg kriketa je igral tudi nogomet za več klubov: (Mansfield Town, Gillingham in Wolverhampton Wanderers).